# Condado de Casa Montalvo
El condado de Casa Montalvo es un título nobiliario español creado por el monarca Carlos III de España el por real decreto de 30 de septiembre de 1779 con el subsecuente real despacho de 24 de octubre del mismo año a favor de Ignacio Montalvo y Ambulodi, nacido en La Habana (Cuba), bautizado el 1 de agosto de 1748, brigadier de los Reales Ejércitos, coronel del Regimiento de Dragones de Matanzas, primer prior del Real Consulado de La Habana y alcalde ordinario de esta ciudad, gentilhombre de cámara del rey, socio numerario de la Económica de Amigos del País y caballero de la Orden de Santiago, hijo de Lorenzo Montalvo Ruiz de Alarcón y Montalvo, I conde de Macuriges, y su  segunda esposa Teresa de Ambulodi y Arriola.

## Condes de Casa Montalvo
|                         | Titular                                              | Periodo                 |
| Creación por Carlos III | Creación por Carlos III                              | Creación por Carlos III |
| ----------------------- | ---------------------------------------------------- | ----------------------- |
| I                       | Ignacio Pedro Montalvo y Ambulodi                    | 1779-1795               |
| II                      | José Lorenzo Montalvo y O'Farril                     | ¿?-1814                 |
| III                     | Ignacio Juan Montalvo y Núñez del Castillo           | ¿?-1843                 |
| IV                      | Juan Bautista de Jesús Montalvo y Núñez del Castillo | 1845-1859               |
| V                       | José de Jesús Teodoro Montalvo y Núñez del Castillo  | 1861-1873               |
| VI                      | José de Jesús María Montalvo y de la Cantera         | 1871-1936               |
| VII                     | María de la Soledad Montalvo y González de Careaga   | 1952-2021               |
| VIII                    | María del Pilar Montalvo y González de Careaga       | 2022-2024               |
| IX                      | María del Pilar de Rotaeche y Montalvo               | 2024-actual titular     |

## Historia de los condes de Casa Montalvo
- Ignacio Pedro José María de los Ángeles Montalvo y Ambulodi (La Habana, 1748-ibídem, 8 de agosto de 1795), I conde de Casa Montalvo.[1]

Casó en la catedral de La Habana el 5 de septiembre de 1768 con María Josefa O’Farrill y Herrera, Arrióla y Chacón, hija de Juan José O'Farrill y Arriola y su esposa Luisa María Herrera y Chacón. Le sucedió su hijo:
- José Lorenzo Joaquín Montalvo y O'Farrill, (La Habana, 7 de diciembre de 1773-Ibídem, 12 de septiembre de 1814), II conde de Casa Montalvo, teniente coronel de los Reales Ejércitos y caballero de la Orden de Carlos III.[2]

Contrajo matrimonio en la catedral de La Habana el 17 de febrero de 1794 con María Micaela Núñez del Castillo y Espinosa de Contreras, hija de Juan Clemente Núñez del Castillo y Molina, IV marqués de San Felipe y Santiago, y de su esposa María Ignacia Espinosa de Contreras y Jústiz. Le sucedió su hijo:
- Ignacio Montalvo y Núñez del Castillo, (La Habana-Ibidem, 20 de noviembre de 1843), III conde de Casa Montalvo. Falleció soltero y le sucedió su hermano:[2]

- Juan Montalvo y Núñez del Castillo (La Habana-París, 8 de agosto de 1859), IV conde de Casa Montalvo[3]

Casó el 26 de noviembre de 1823 con María de la Concepción Peñalver y Peñalver, hija de Francisco Peñalver y Cárdenas y de su esposa María de la Natividad Peñalver y Montalvo, II condesa de Santa María de Loreto. Sin descendientes. Le sucedió su hermano:
- José de Jesús y Núñez del Castillo, O'Farril y Espinosa de Contreras, (La Habana-ibidem, 21 de marzo de 1873), V conde de Casa Montalvo, coronel del regimiento de milicias de la plaza de La Habana, gentilhombre de cámara con ejercicio, Gran Cruz de la Orden de Isabel la Católica y caballero de la Orden de Calatrava.[3] Se casó tres veces:

El 4 de noviembre de 1823 en Guanabacoa con María de la Concepción Pedroso y Pedroso, hija de Carlos José Pedroso y Garro, I conde de Pedroso y Garro, y de su esposa María de Jesús Pedroso y Barreto. Con sucesión.
El 19 de agosto de 1835 en La Habana con María de la Concepción Sotolongo y Franchi-Alfaro, hija de Tomás Domingo Sotolongo y González-Carvajal y de su esposa Mariana Franchi-Alfaro y Franchi-Alfaro.
El 18 de abril de 1863 en La Habana con María de la Concepción de la Cantera y Clark, hija de Pedro Valentín de la Cantera y Rodríguez y de su esposa María de la Concepción Clark y Mir.  Le sucedió, el primer hijo varón de su tercer matrimonio:
- José de Jesús Montalvo y de la Cantera (baut. La Habana, 19 de noviembre de 1868-Madrid, asesinado en 1936), VI conde de Casa Montalvo.

Casó en Bilbao el 12 de noviembre de 1893 con María de la Trinidad Orovio y Paternina, hija de Alejandro de Orovio y Zumelzu y de Filomena Paternina y Jesué. Le sucedió su nieta, hija de su hijo José María Montalvo y Orovio, también fallecido en 1936 en la guerra civil,  VII conde de Macuriges, y de su esposa Josefa de Careaga y Urigeün:
- María de la Soledad Montalvo y González de Careaga, (m. Madrid, 23 de enero de 2021[6]) VII condesa de Casa Montalvo[7] y VIII condesa de Macuriges. Sucedió su hermana:

- María del Pilar Montalvo y González de Careaga (m. Madrid, 19 de mayo de 1922[8]), VIII condesa de Casa Montalvo[9] y IX condesa de Macuriges.

Casó con Ramón de Rotaeche Velasco. Sucedió su hija:
- María del Pilar de Rotaeche y Montalvo, IX condesa de Casa Montalvo. [10]